# ناحیه رویبه
ناحیه رویبه (به عربی: دائرة الرویبة) یک ناحیه در الجزایر است که در استان الجزیره واقع شده‌است. ناحیه رویبه ۱۳۴٬۲۶۳ نفر جمعیت دارد.